# Didier Défago
Didier Défago, född 2 oktober 1977 i Morgin, Schweiz, är en alpin skidåkare. Han blev schweizisk mästare i störtlopp (2003) och storslalom (2004). Han vann guldmedaljen i störtlopp vid OS i Vancouver 2010.
I världscupen i utförsskidåkning 2008/2009 vann Défago två gånger, störtloppet i Wengen och störtloppet i Kitzbühel.

## Världscupssegrar (5)
| Datum            | Plats       | Gren      |
| ---------------- | ----------- | --------- |
| 20 december 2002 | Val Gardena | Super-G   |
| 17 januari 2009  | Wengen      | Störtlopp |
| 24 januari 2009  | Kitzbühel   | Störtlopp |
| 29 december 2011 | Bormio      | Störtlopp |
| 26 januari 2014  | Kitzbühel   | Super-G   |